# Vali Nasr
Seyyed Vali Reza Nasr  plus connu sous le nom de Vali Nasr (en perse : ولی‌  نصر), né le 20 décembre 1960, est un chercheur et historien américano-iranien. Son nom complet est Seyyed Vali Reza Nasr, Il est spécialisé dans le Moyen-Orient et le monde islamique, sur lequel il a écrit de nombreux livres sur le sujet. Il est particulièrement considéré comme une autorité en ce qui concerne le monde chiite.

## Biographie
Il est le fils de Seyyed Hossein Nasr, philosophe et universitaire iranien. Vali Nasr est marié à Darya Nasr, née Ahyaie.